# Четвъртък пазар
Четвъртък пазара в Пловдив се намира в квартал „Мараша“ в район Централен, на север от булевард „Шести септември“ между площад „Съединение“ и булевард „Руски“.

## История
След построяването на дървения мост над река Марица от румелийския бейлербег (управител) Лала Шахин паша, в средата на XV в. по нареждане на един от неговите наследници на този пост Шахабедин гаази паша до моста са построени Имарет джамия, духовно училище (медресе) и училище мектеб, по течението на реката, обществената баня (хамам) Хюнкяр и хан (странноприемница), от другата страна на улицата, и кухня (имарет), предлагаща безплатно храна на бедните и нуждаещите се, а също и на пътниците, преминаващи през града.
Формиралият се комплекс до моста и започналото заселване на Каршияка в началото на XVI в. когато султанският велможа Ибрахим паша, по произход грък от Епир, построява голяма конюшня за близо 800 коня и камили до моста на север от реката. определят бъдещето развитие на Пловдив за векове напред. Дълга павирана улица, преминаваща от север на юг (т. нар. Узун чаршия), свърза северната входно-изходна точка (комплекса) с ядрото на града (Стария град).
С времето около комплекса се формират турските махали „Табак хисар“, „Кая меджид“, „Орта мезар“ и други. Няма точни данни кога около комплекса се появява пазарът. Има сведения, че около него има пазар от западната страна на моста през втората половина на XVII в.
На 27 юли 1893 г. Общинският съвет в Пловдив взема решение да се измести Четвъртък пазар от пространството до моста на площада срещу Пловдивската библиотека и музей (днес площад „Съединение“). През 1925 г. в Пловдив се събират доброволчески дружества от цялата страна, които тържествено полагат основния камък на бъдещия паметник на Съединението и през септември 1926 г. пловдивската община взема решение да премести пазарът на площад „Орта мезар“ за да се изгради паметникът. Проектът пропада и пазарът остава на старото си място. Дълги години в западната част на пазара стои бетонният постамент на недостроения паметник.
През април 1955 г. пазарът е наречен „Пловдивски кооперативен пазар“. Масите му са 1400 на брой и между 150 – 175 павилиона и дървени къщички. На 18 август 1984 г. е взето решение пазарът да бъде преместен и на неговото място да се вдигне паметникът на Съединението.
На 26 септември 1986 г. Четвъртък пазар започва да работи на днешното си място върху площ от 3342 кв. м. Изградена е метална конструкция от завод „Възход“, която го покрива.